# إليزابيث م. مارايس
إليزابيث م. مارايس (وُلد في 1945) (بالإنجليزية: Elizabeth M. Marais)‏ هي عالمة نبات جنوب أفريقية.

## أصنوفات وصفتها إليزابيث م. مارايس
وصفت إليزابيث مارايس عددًا من أنواع جنس اللقلقي، ومنها:
- Pelargonium aciculatum
- Pelargonium aestivale
- Pelargonium confertum
- Pelargonium curviandrum
- Pelargonium ellaphieae
- Pelargonium fasciculaceum
- Pelargonium nephrophyllum
- Pelargonium parvipetalum
- Pelargonium torulosum
- Pelargonium triandrum
- Pelargonium trifoliolatum
- اللقلقي الخمري (الاسم العلمي: Pelargonium vinaceum)